# اندیس رنجاب
رنجاب یک اندیس فلزی است که در حوالی شهر آران استان قم قرار دارد و مادهٔ معدنی موجود در آن، منگنز است.سنگ میزبان این اندیس کفه‌های رسی است و دیرینگی آن به دوران کواترنر می‌رسد. 